# Galeria Chwały Polskiej Ekonomii
Galeria Chwały Polskiej Ekonomii – stała ekspozycja popiersi ustawionych na metalowych kolumnach znajdująca się w Giełdzie Papierów Wartościowych w Warszawie. Członkostwo w tej galerii uważane jest za wielkie wyróżnienie dla polskich ekonomistów.

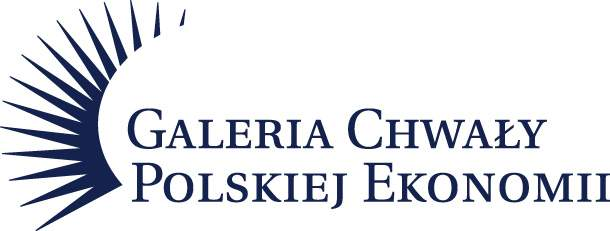
logo

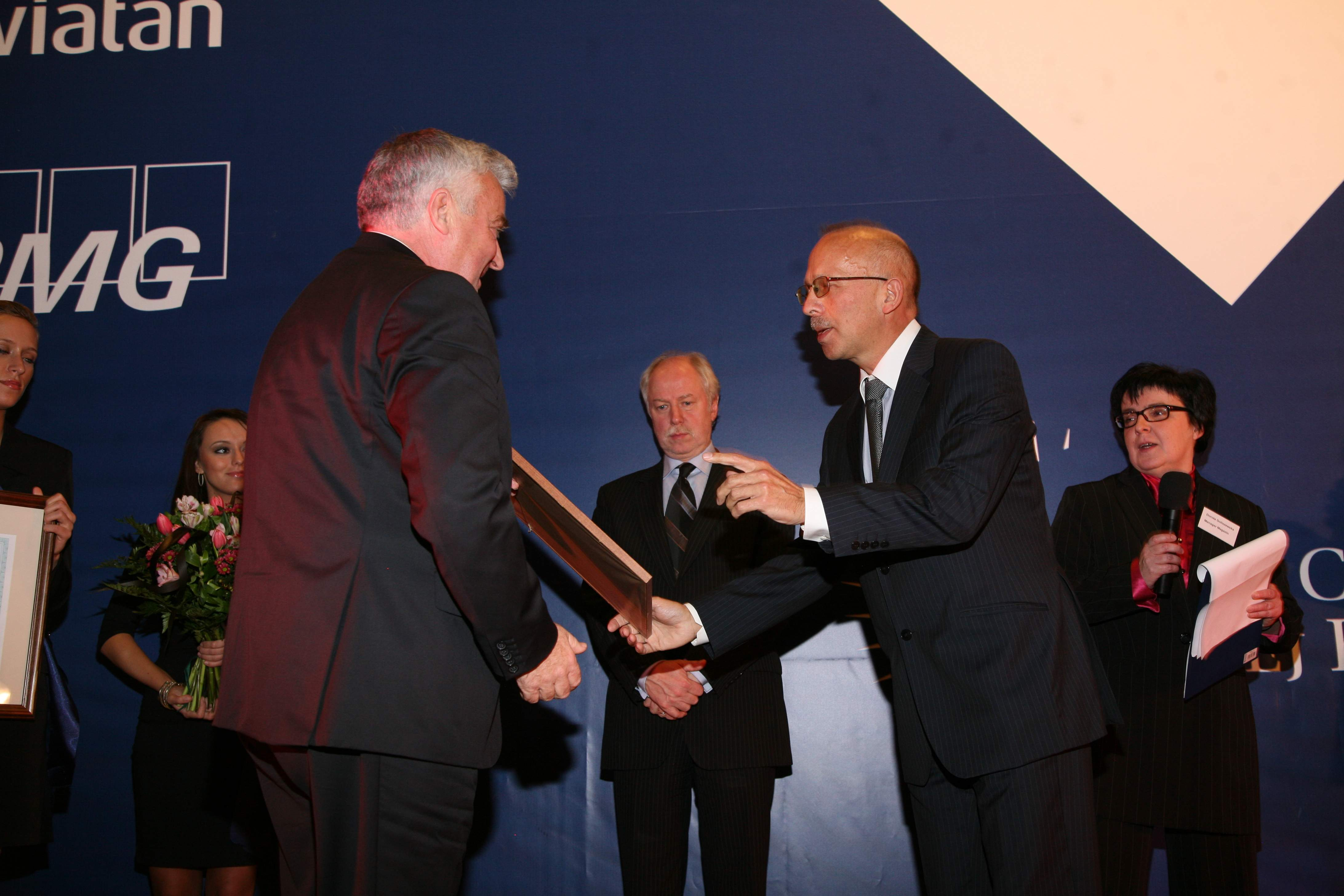
Wiesław Rozłucki – były Prezes Giełdy Papierów Wartościowych jest członkiem Galerii Chwały Polskiej Ekonomii

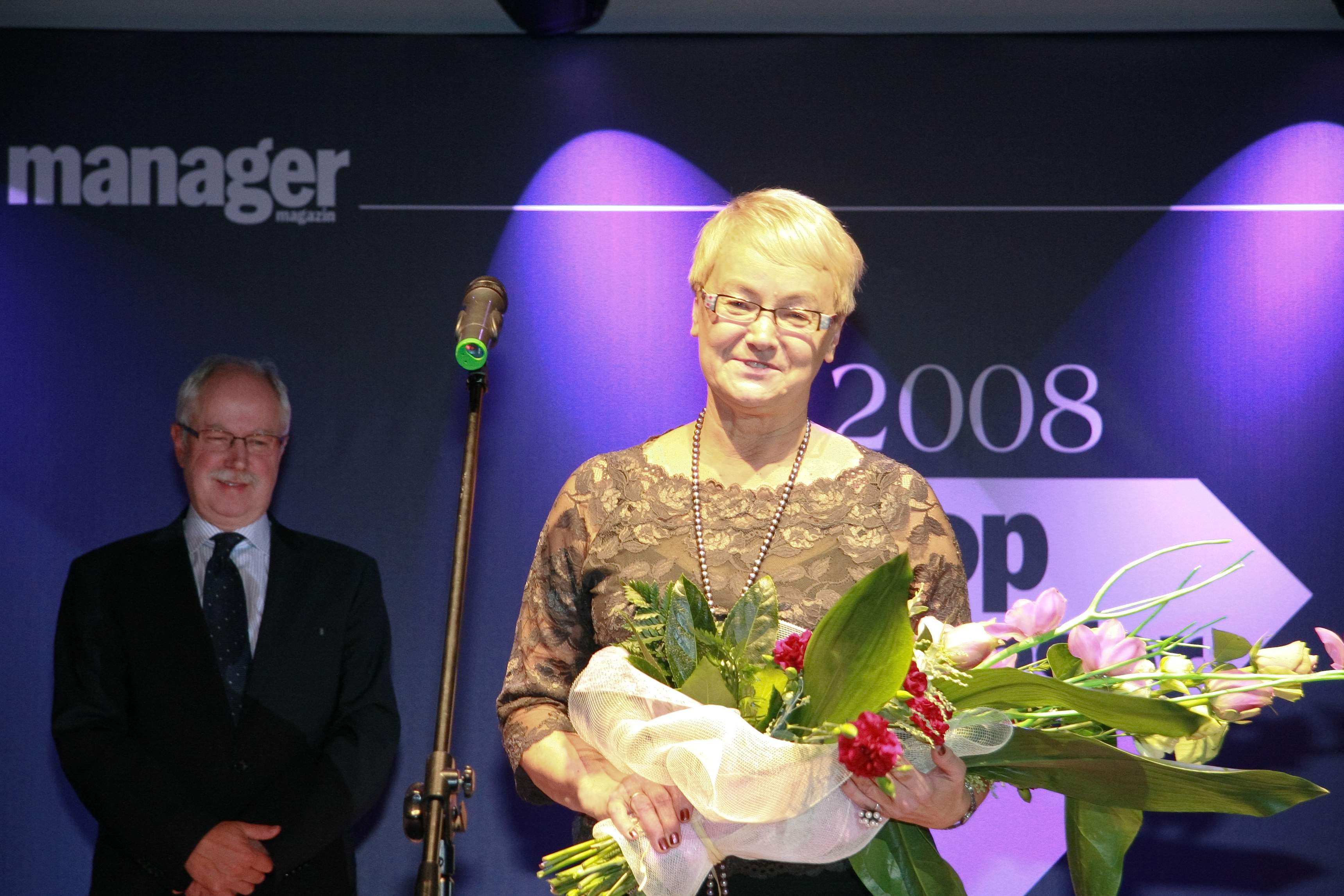
Laureatem i nowym członkiem Galerii Chwały została Henryka Bochniarz z PKPP Lewiatan

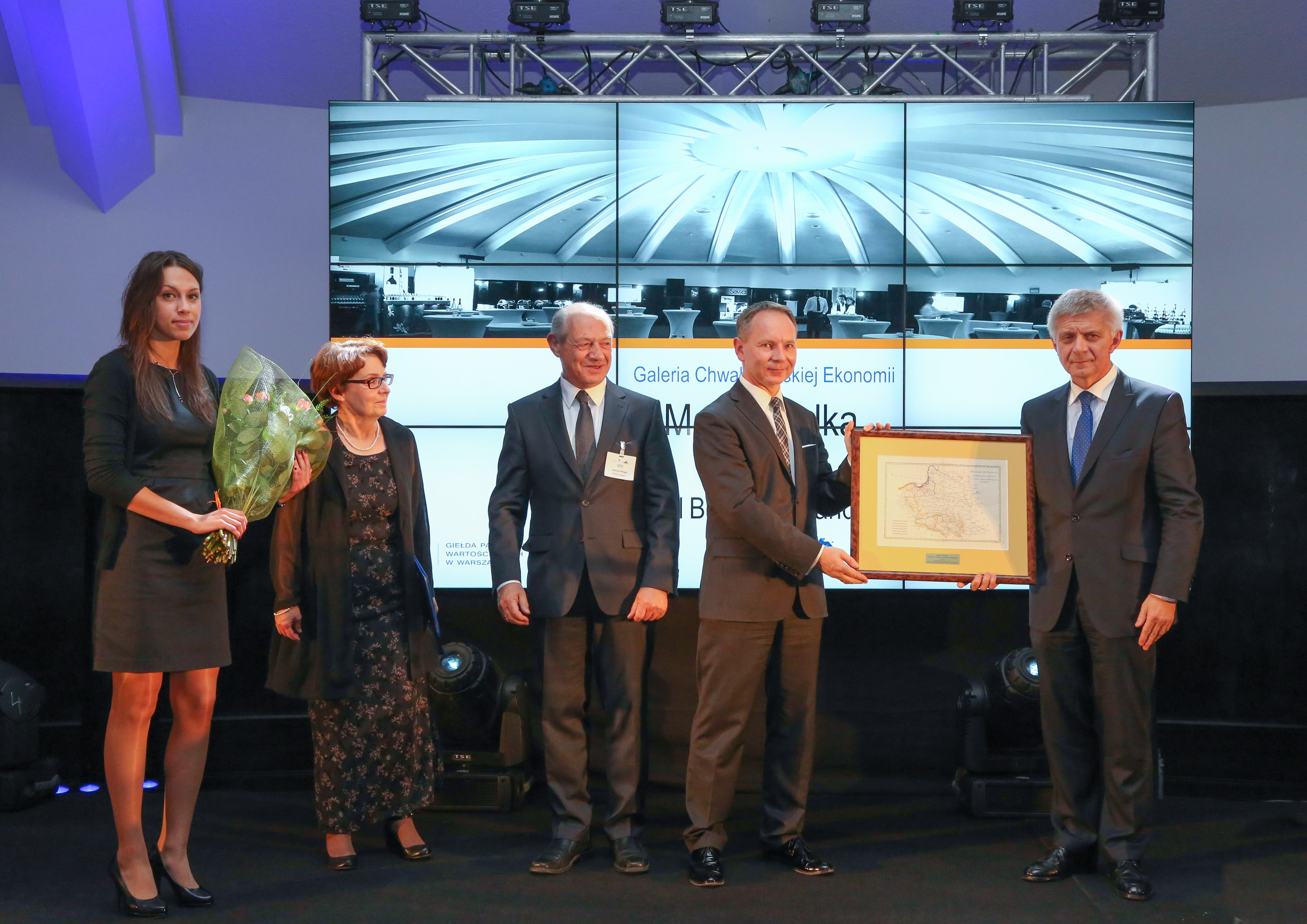
Ceremonia wręczenia w 2013 r., od lewej: Dorota Goliszewska, Henryk Orfinger, Adam Maciejewski, Marek Belka

## Idea
Galeria Chwały Polskiej Ekonomii została utworzona w 2005 r. przez biznesowy miesięcznik Manager Magazin (wydawany przez spółkę Manager Media należącej do grupy Der Spiegel). Galeria Chwały Polskiej Ekonomii bazuje na podobnym przedsięwzięciu (Hall of Fame), organizowanym przez niemiecką edycję miesięcznika Manager Magazin. Członkostwo przyznawane jest raz w roku i jest wyróżnieniem dla polskich ekonomistów za ich życiowe osiągnięcia w dziedzinie ekonomii.
W roku 2012 Stowarzyszenie Dyrektorów Finansowych Finexa przejęło organizację wydarzenia. Ceremonia wręczenia nagrody odbywa się podczas dorocznego kongresu stowarzyszenia. Partnerami są Giełda Papierów Wartościowych i Grupa PZU.

## Organizator i członkowie jury
Galeria Chwały Polskiej Ekonomii organizowana jest przez Stowarzyszenie FINEXA. W skład jury wchodzą znane osobistości związane z polską ekonomią:
- Adam Budnikowski, Rektor Szkoły Głównej Handlowej
- Paweł Domosławski, Prezes Stowarzyszenia Dyrektorów Finansowych FINEXA
- Mieczysław Groszek, Członek Zarządu Związku Banków Polskich
- Alicja Kornasiewicz, była Wiceminister w Ministerstwie Skarbu
- Adam Maciejewski, Prezes Giełdy Papierów Wartościowych
- Krzysztof Obłój, ekonomista, wykładowca uniwersytecki (Uniwersytet Warszawski, Akademia Leona Koźmińskiego)
- Henryk Orfinger, Prezes Rady Nadzorczej Polskiej Konfederacji Pracodawców Prywatnych Lewiatan
- Witold Orłowski, Dyrektor Szkoły Biznesu Politechniki Warszawskiej

## Rzeźby i artysta
Popiersia laureatów Galerii Chwały Polskiej Ekonomii zostały wykonane w brązie, w skali 1:1.2. Proces produkcyjny oparty jest na technice form plastycznych – plastelinie.
Twórcą rzeźb jest Marek Jerzy Nowakowski – artysta mieszkający w Poznaniu. Urodził się w 1963 roku w Bydgoszczy. Jest absolwentem Akademii Sztuk Pięknych w Poznaniu. Jego praca dyplomowa powstała w Pracowni Małych Form Rzeźbiarskich prof. Józefa Kopczyńskiego.
Od 1993 roku prace Nowakowskiego prezentowane są na wystawach w Polsce, jak i Niemczech; zamawiane przez miasta: Oborniki, Wolsztyn, Grodzisk Wielkopolski, Nowy Tomyśl (rzeźba Fryderyka Chopina i in.) i instytucje (Międzynarodowe Targi Książki w Warszawie). Prace odlewane są własnoręcznie w brązie, techniką wosku traconego – materiale tradycyjnym, trwałym i szlachetnym.
Galeria prezentowana jest w głównym holu GPW.

## Laureaci
Członkowie Galerii Chwały:
Laureaci 2005 (nagrody przyznane pośmiertnie)
- Władysław Grabski (1874–1938) – polityk i ekonomista, dwukrotny Premier RP (1920, 1923–1925)
- Eugeniusz Kwiatkowski (1888–1974) – polityk i ekonomista, minister skarbu (1935–1939)

Laureat 2006
- Leszek Balcerowicz – dwukrotny wicepremier i minister finansów (1989–1991, 1997–2000), a później prezes Narodowego Banku Polskiego (2001–2007)[10]

Laureat 2007
- Wiesław Rozłucki – pierwszy prezes Warszawskiej Giełdy Papierów Wartościowych (1991–2006)

Laureat 2008
- Henryka Bochniarz – minister przemysłu i handlu (1991), prezes Konfederacji Lewiatan (od 1999), kandydatka na urząd Prezydenta RP (2005)[11]

Laureat 2013
- Marek Belka – ekonomista, profesor i polityk. Prezes Narodowego Banku Polskiego[12].

## Linki do stron internetowych
- Oficjalna strona. galeriachwaly.pl. [zarchiwizowane z tego adresu (2013-05-28)].